# Uszanka

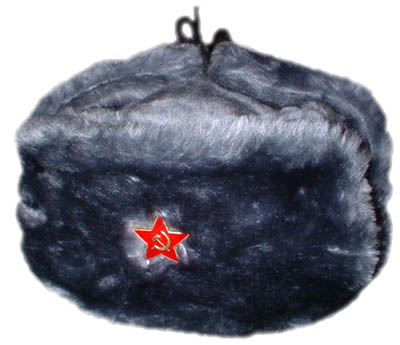
Uszanka była zimowym nakryciem głowy w radzieckim wojsku i milicji

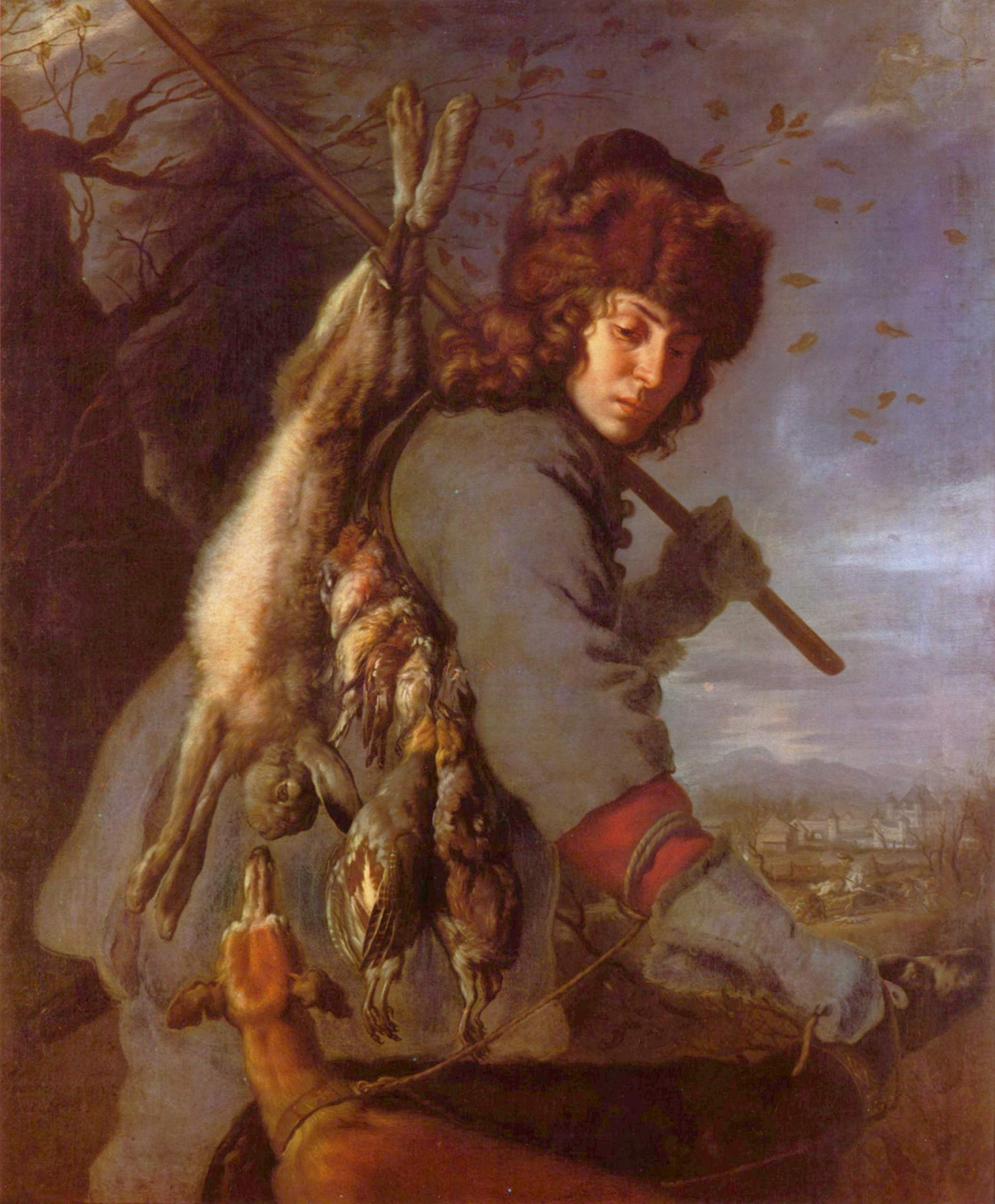
Niemiecki myśliwy we wczesnej formie uszanki na obrazie Joachima von Sandrarta „Listopad”, 1643

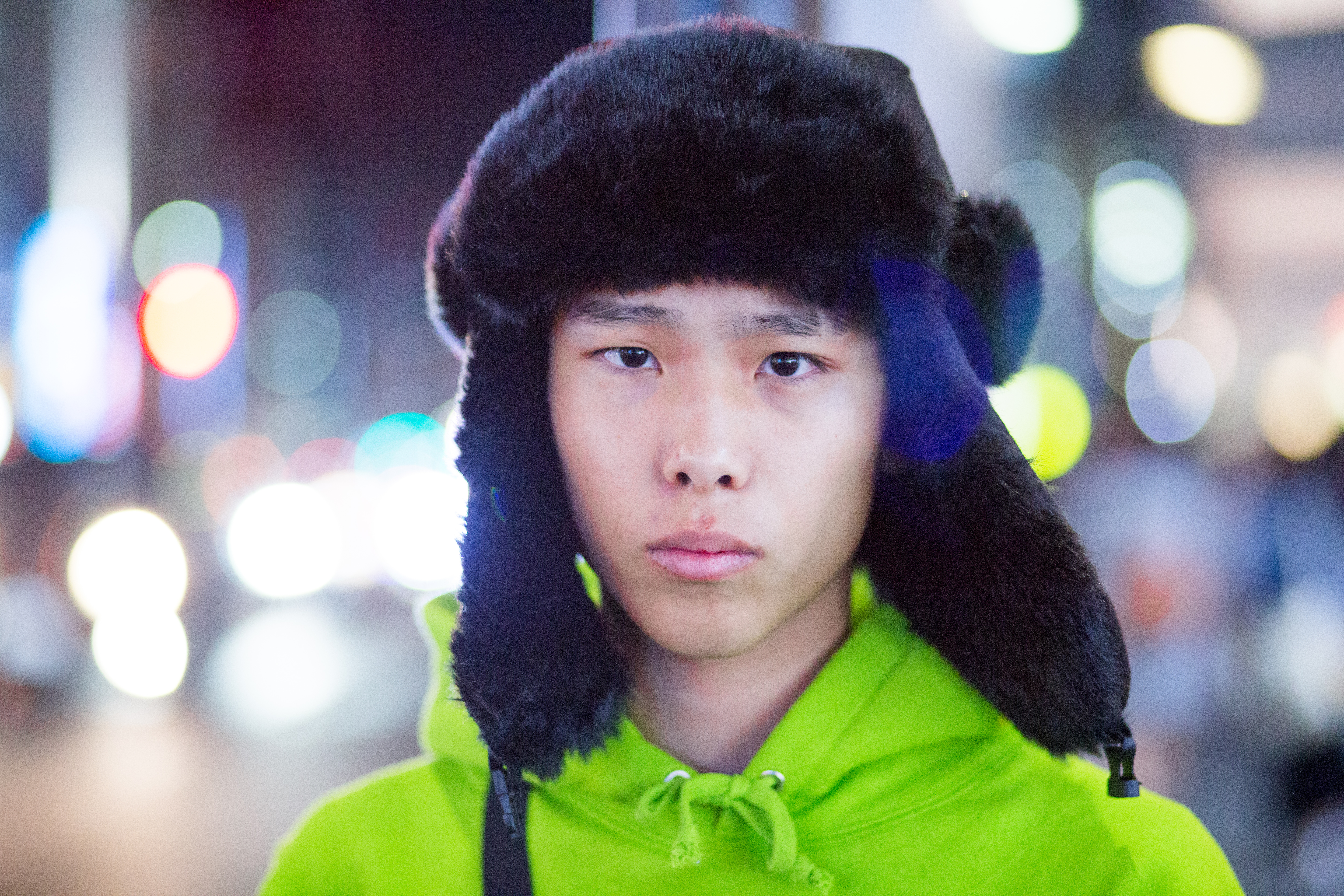
Japończyk we współczesnej uszance

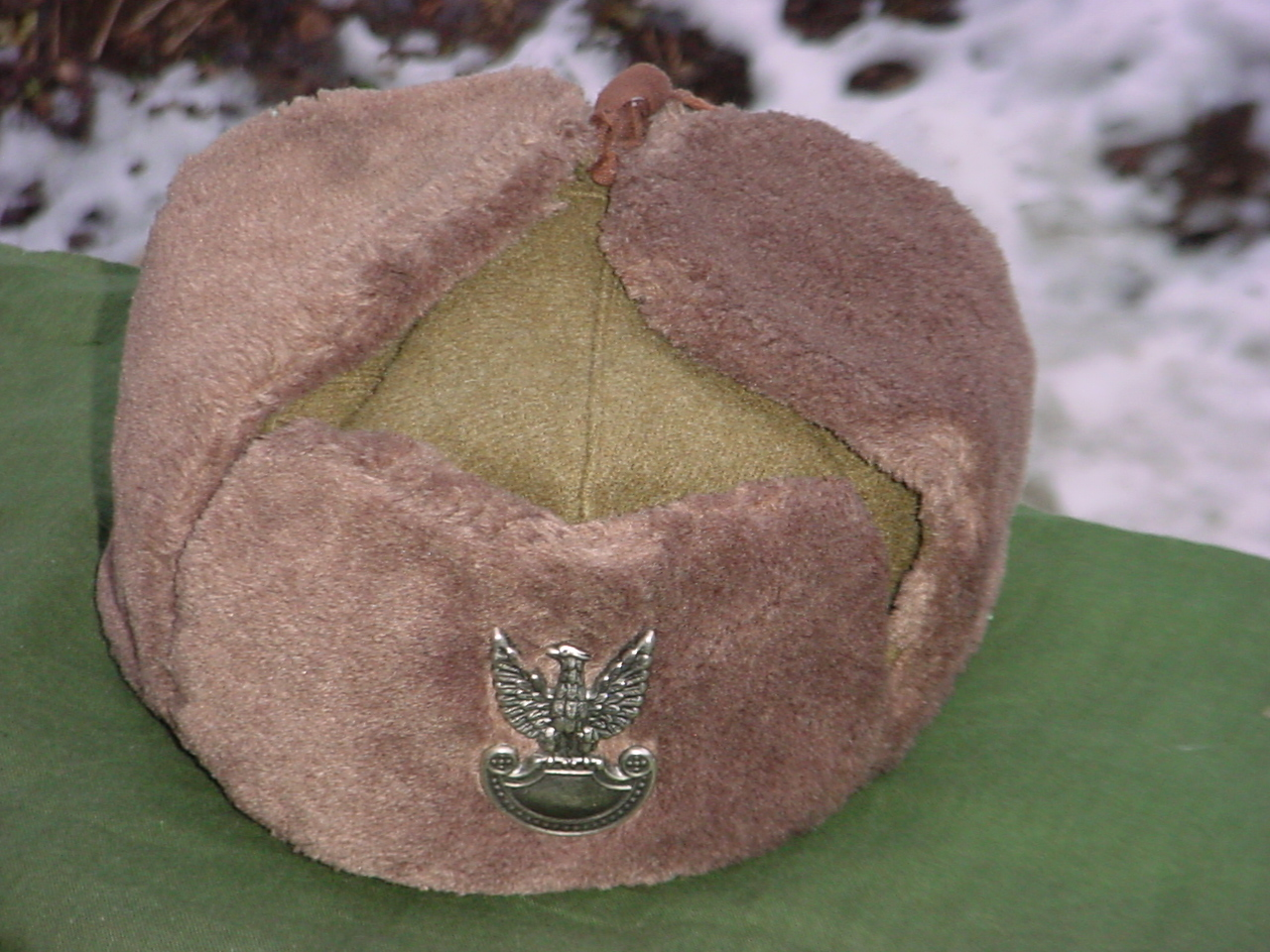
Uszanka (właśc. czapka futrzana) żołnierza SZ PRL

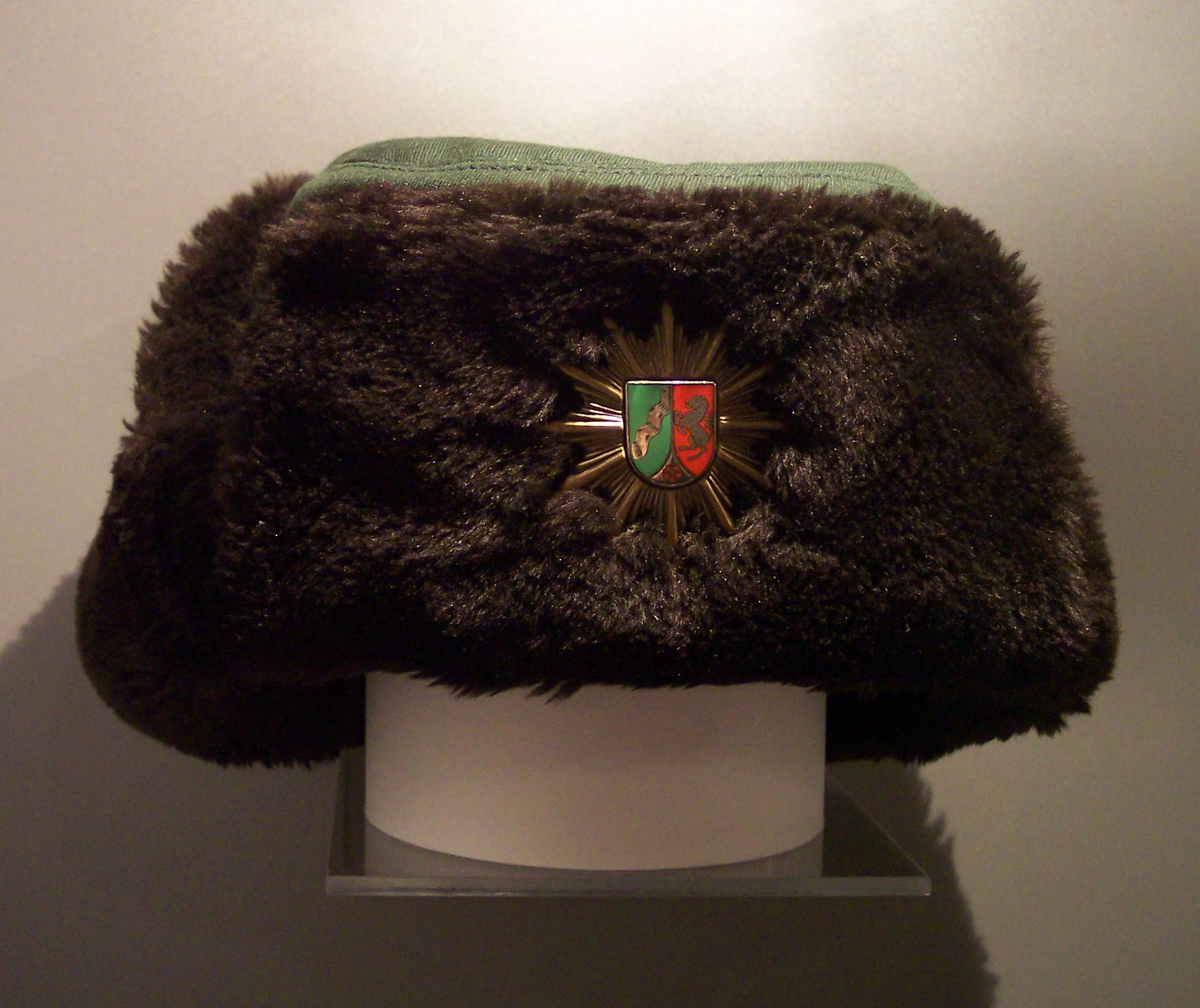
Uszanka niemieckiej policji w Nadrenii Północnej-Westfalii

Uszanka (ros. ушанка [uˈʂan.kə], czasami zwana żartobliwie czapką uszatką) – ciepłe zimowe nakrycie głowy, wykonane najczęściej z futra, z charakterystycznymi klapami chroniącymi uszy od mrozu. W XIX w. przy klapach pojawiły się troczki, które można zawiązać albo pod brodą (ulepszając ocieplenie uszu), albo na górze (odkrywając uszy).

## Historia
Uszanka wywodzi się z Rosji, lecz Rosjanie prawdopodobnie zapożyczyli jej krój od Mongołów podczas średniowiecznej mongolskiej inwazji na Ruś Kijowską.
Chociaż uszankę uważa się za typowo rosyjskie nakrycie głowy (w stereotypowym widzeniu świata tzw. prawdziwy Rosjanin powinien nosić właśnie taką czapkę), to futrzane czapki o podobnym kroju są rozpowszechnione także w innych krajach dawnego Związku Radzieckiego oraz w Chinach, Korei Północnej i państwach Europy Środkowej, w tym także w Polsce. Czapki uszanki to często spotykana część umundurowania zimowego służb policyjnych i wojskowych w krajach leżących w zimnym klimacie. Były używane m.in. przez Nationale Volksarmee (armię NRD), gdzie nosiły potoczną, żartobliwą i wulgarną nazwę Bärenfotze, będącą połączeniem wyrazów Bären (niedźwiedzi) i Fotze (wulgarnego określenia żeńskich narządów płciowych).
Sporadycznie jest także używana przez amerykańską policję w miastach na północy USA, takich jak Chicago (stan Illinois), podczas mroźnych zimowych miesięcy, a także przez Kanadyjską Królewską Policję Konną. Bardzo popularna jest w Finlandii i używana jako część zimowego umundurowania wojskowego do dziś.
W Wojsku Polskim uszanka (określana oficjalnie jako czapka futrzana) jest również w użyciu do tej pory. Występuje ona w wariantach dla Wojsk Lądowych z futra w kolorze szaro-beżowym (wz.414/MON), oraz Sił Powietrznych i Marynarki Wojennej z futra w kolorze czarnym (wz.415/MON). Czapkę futrzaną nosi się w składzie mundurów galowych, wyjściowych i służbowych. Aktualnie nie jest już używana w składzie ubioru polowego, gdzie została zastąpiona przez czapkę z tkaniny z membraną wiatroszczelną.

## Sposoby szycia, noszenia i stereotypy związane z uszanką
Czapki uszanki często są szyte ze skórek królików i piżmaków, jakkolwiek do rzadkości nie należą też czapki z futra szarych wilków lub psów. Lepszej jakości czapki mogą być też wykonane z futer lisów, kun lub dobrej jakości skór owczych.
Produkuje się także czapki ze sztucznych materiałów, często przeznaczone na sprzedaż dla turystów. Uszanki szyte ze sztucznego futra czasami są żartobliwie określane jako wykonane z futra ryby, ponieważ nie pochodzi ono od jakiegokolwiek znanego zwierzęcia.

## Sposoby wiązania
Na poniższych zdjęciach przedstawiono standardową uszankę żołnierza Armii Radzieckiej (1988) i kilka możliwych sposobów jej wiązania oraz noszenia:

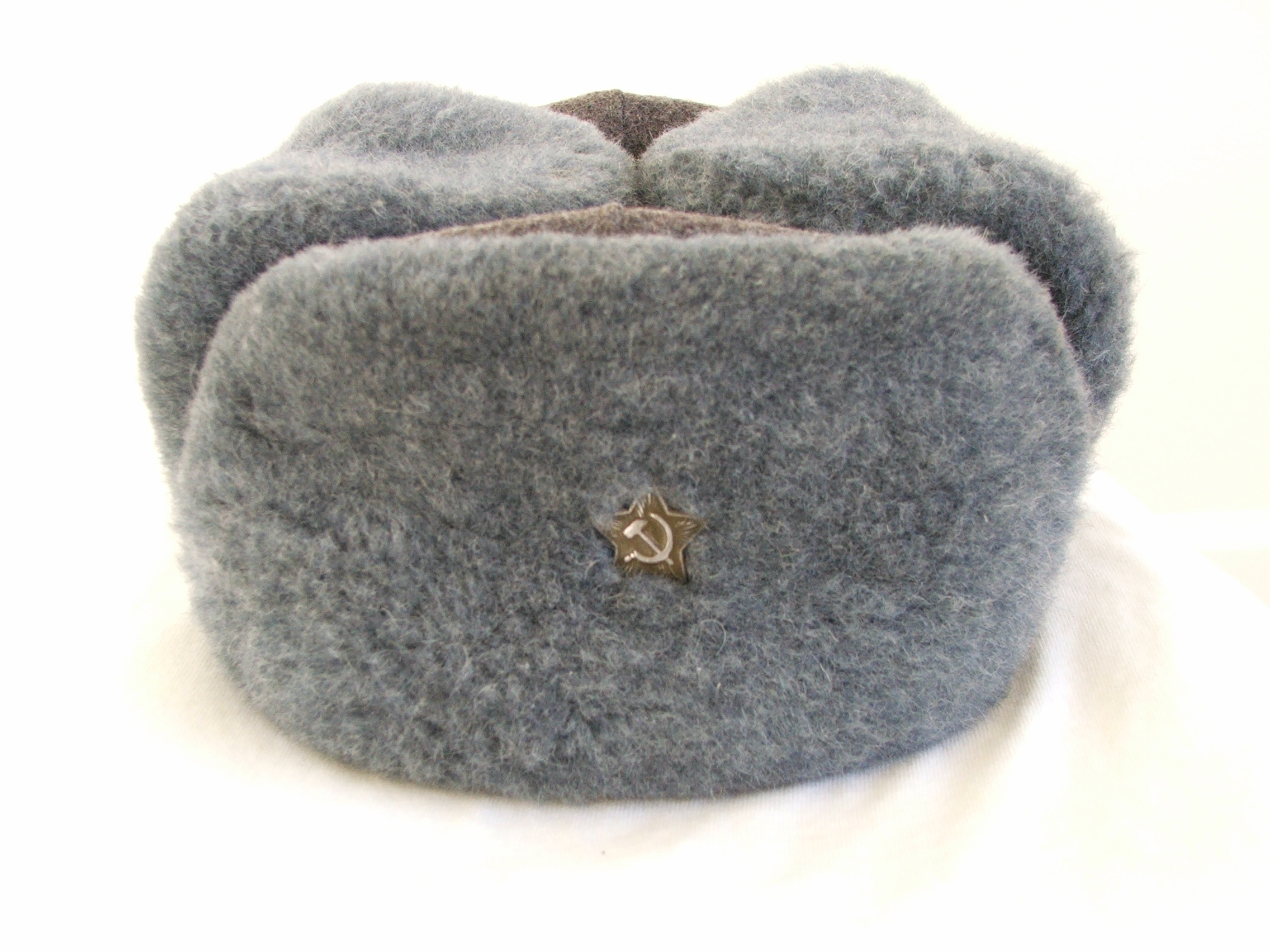
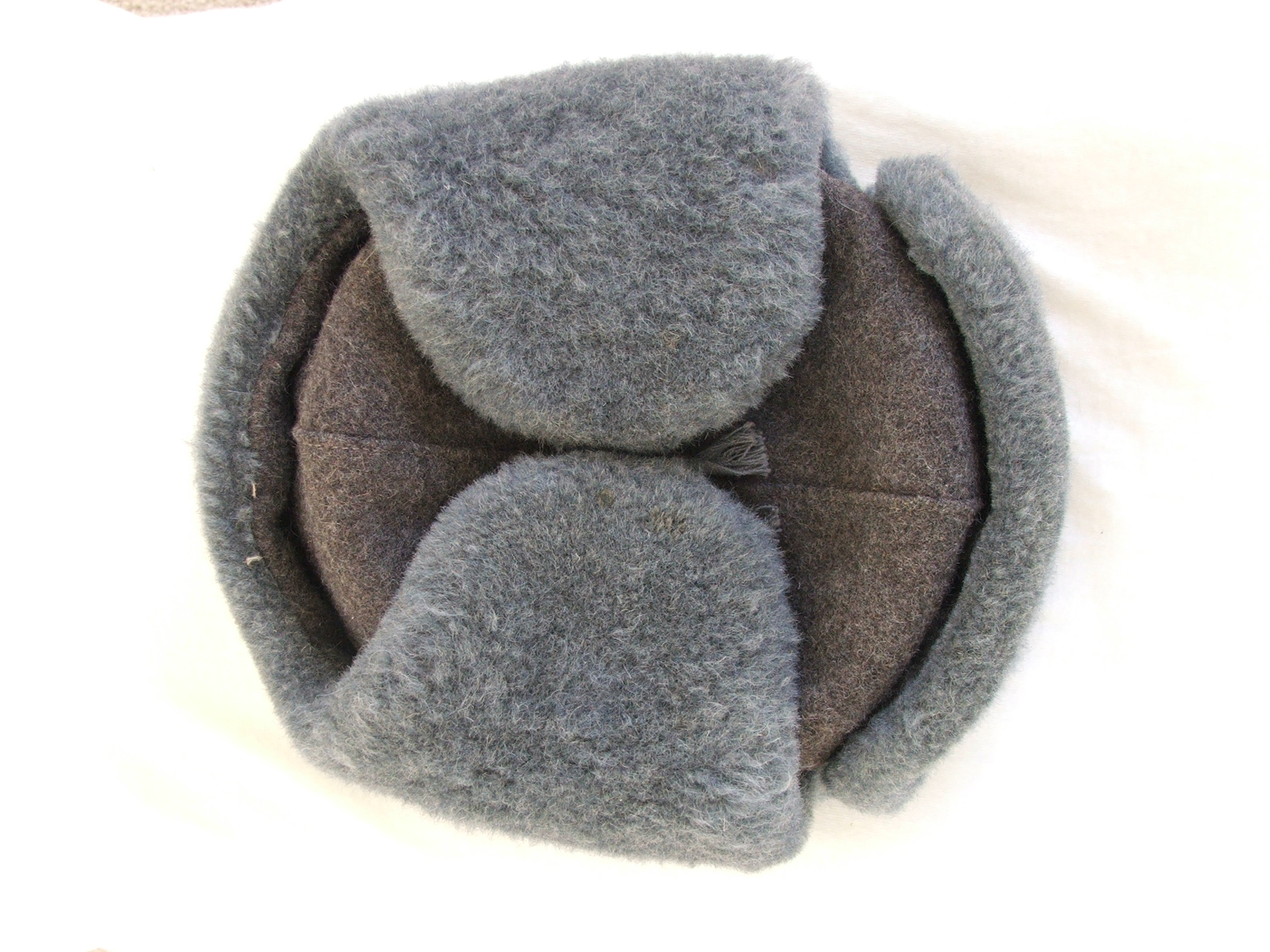
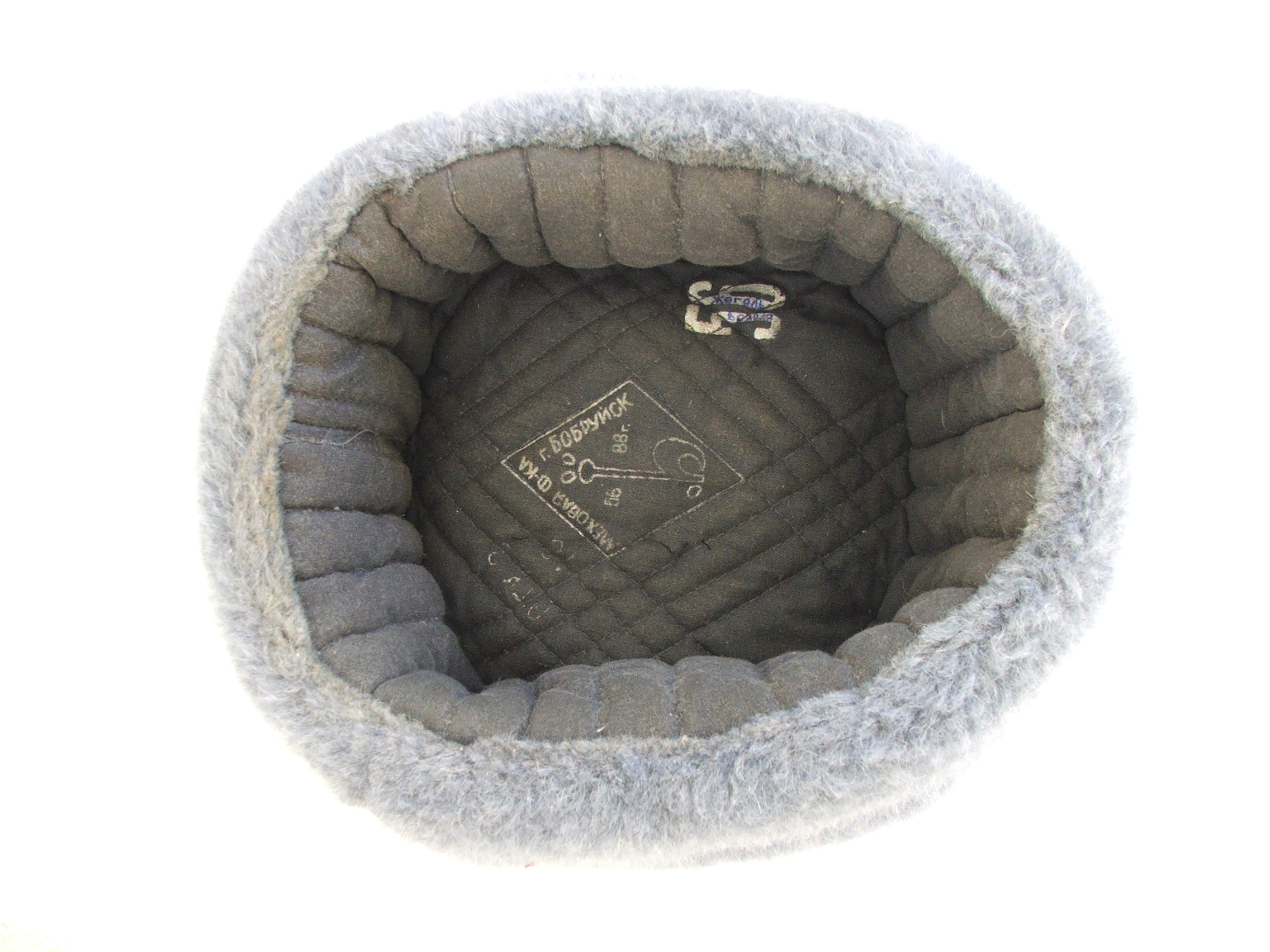
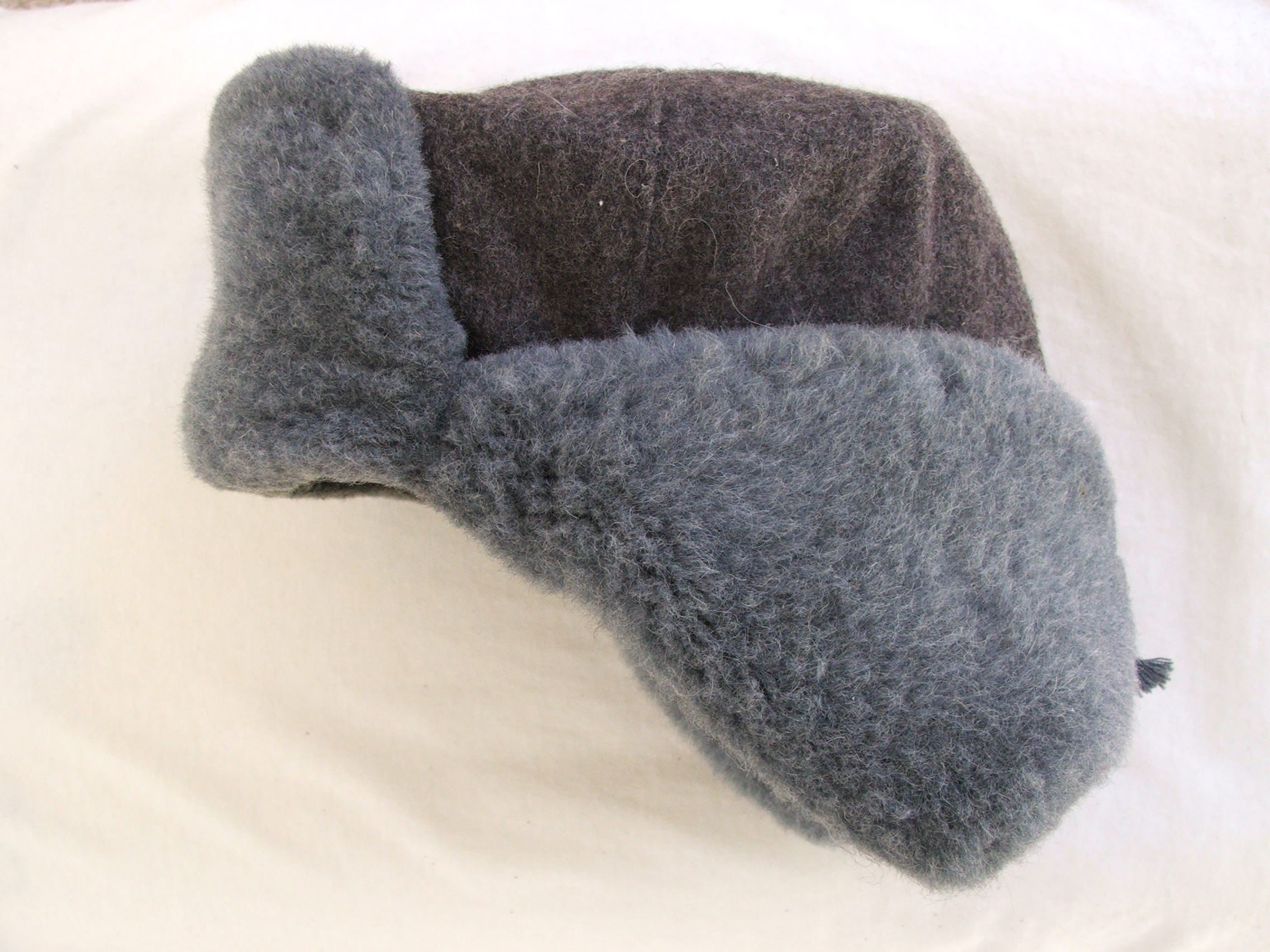
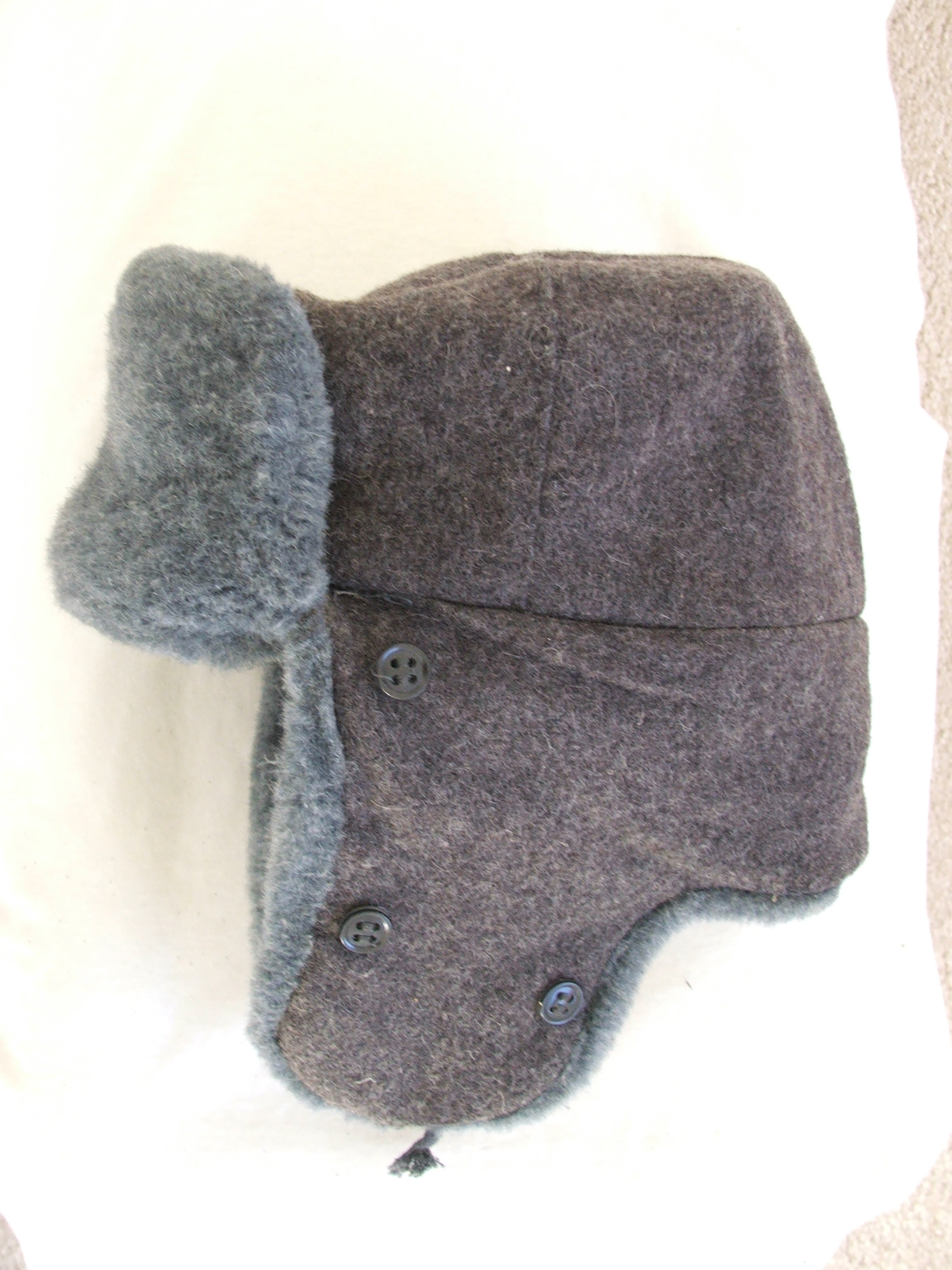
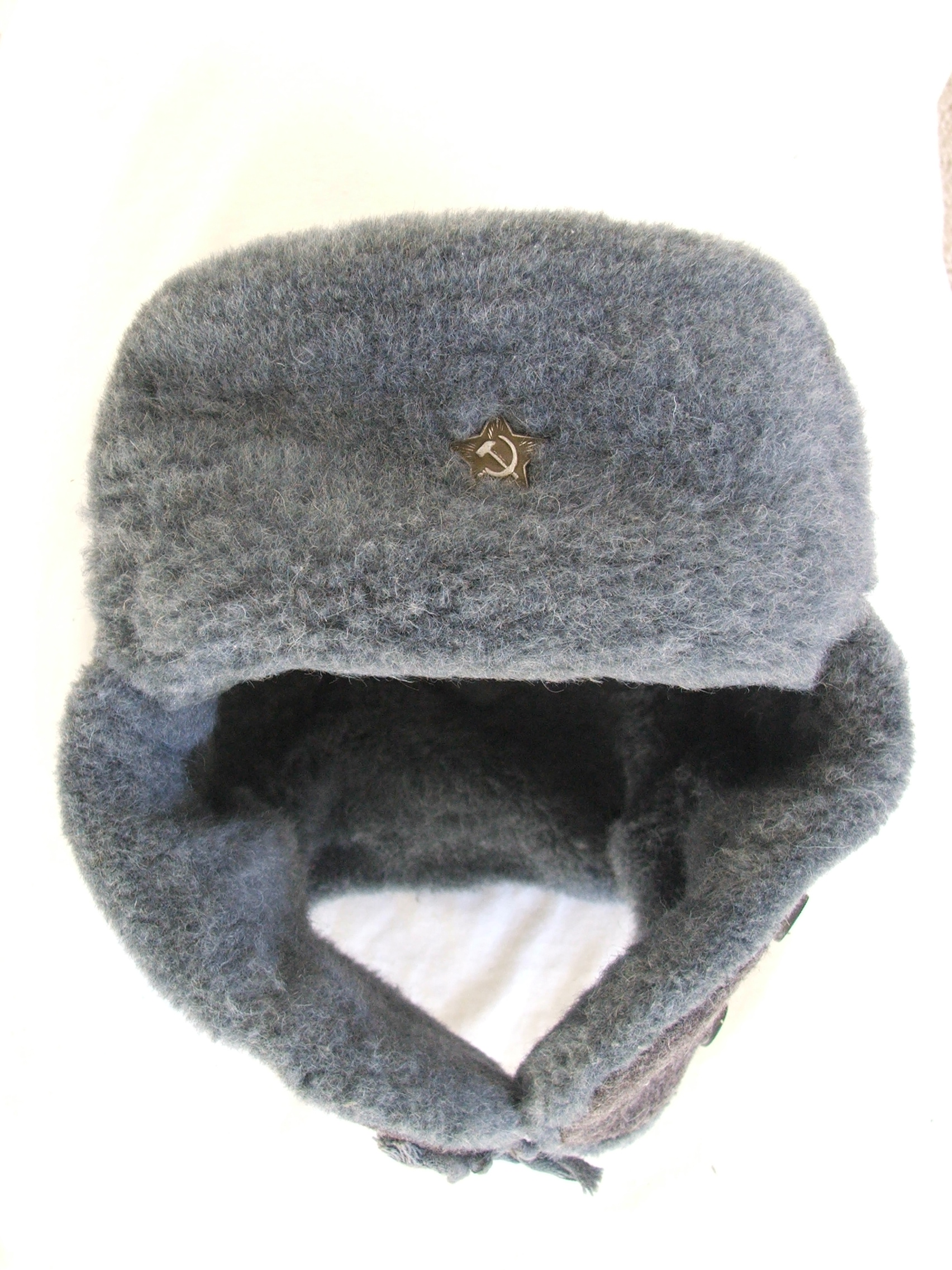